# Sättra säteri
Sättra säteri är en herrgård i Röks socken i Ödeshögs kommun.

## Historia
Sättra säteri är en gård belägen i Röks socken, Östergötlands län. 
Efter reformationen lades gården Sättra under kronan och från 1561 förlänades gården till skrivaren Anders Grijs. Han adlades 1585 när denne var befallningsman på Vadstena slott. Med det kom gården att bli ett säteri för ätten Grijs. Det var det första säteriet som privilegierades i Lysings härad år 1604. Säteriets ägare var då sonen Udde Grijs (död 1641). Han sålde säteriet till adliga ätten Bielke före 1610. Efter den ätten kom gården att ägas av ätten Snoilsky i närmare 100 år.

### 1700–talet
Georg von Snoilsky köpte gården 1662 av överpostmästaren Johan von Beijer. Assessor Eric Ernst Snoilsky sålde gården i mitten av 1700-talet till änkan Magdalena Rosenacker. Hon sålde säteriet vidare till hovrättsrådet Gustaf Cederström, som i sin tur sålde det till översten Lorenz Peter Reutersvärd.  Nästa ägare år 1776 blev löjtnanten Carl Johan Gyllenram som avled 1799. 1803 tar löjtnanten Magnus Adolf von Kotnen över gården och därpå följande ägare var ryttmästaren Axel Boye och fabrikören Carl Frans Hornberg. 1829 köptes säteriet av Jacob Edvard von Goes som avled 1831. Samma år blev brukspatron Gustaf Buren, Götvik ägare till gården. Han testamenterade gården till sin son Axel Vilhelm Burén. Vi hans död 1870 togs gården över av brodern Gustaf Vilhelm Buren. 1888 såldes gården till patronen Pharman Pharmansson som sålde den vidare 1907 till disponenten Albert Gustafsson.